# Палянтинское староство
Па́лянтинское староство (лит. Palentinio seniūnija) — одно из 14 староств Шилальского района, Таурагского уезда Литвы. Административный центр — деревня Палянтинис.

## География
Расположено на западе Литвы, в северо-восточной части Шилальского района, на Жямайтской возвышенности.
Граничит с Лаукувским староством на западе и юго-западе, Кальтиненайским — на юге, Кражяйским староством Кельмеского района — на востоке, а также Варняйским староством Тяльшяйского района — на севере.

## Население
Палянтинское староство включает в себя 10 деревень.